# Carver, Oregon
Carver là một cộng đồng chưa hợp nhất trong Quận Clackamas, Oregon, Hoa Kỳ. Cho đến năm 2004 nó là một phần của thành phố Damascus, Oregon. Trước năm 2004, khi thành phố Damascus hợp nhất thành thành phố thì Carver là một cộng đồng chưa hợp nhất độc lập. Carver vẫn còn được công nhận là một cộng đồng nằm trong vùng đại Damascus.
Trung tâm của Carver nằm dọc theo sông Clackamas, khoảng 3 dặm Anh về phía tây nam trung tâm thành phố Damascus và 5 dặm về phía đông của Clackamas. Cộng đồng này nằm dọc theo Xa lộ Oregon 224.